# L'Arena (programma televisivo)
L'Arena è stato un programma televisivo italiano andato in onda su Rai 1 dal 3 ottobre 2004 al 26 maggio 2013 come appendice della trasmissione Domenica in e successivamente come programma autonomo fino al 28 maggio 2017.

## Il programma
Nata dalla mente dell'autore Cesare Lanza, L'arena, destinata inizialmente a Mara Venier, debutta all'interno dell'edizione 2004-2005 di Domenica in, in cui Massimo Giletti è co-conduttore assieme alla Venier e Paolo Limiti dell'ultima stagione del contenitore domenicale avente il classico formato di trasmissione fiume.
Dalla stagione successiva, dopo la divisione di Domenica in in vari segmenti indipendenti, L'arena diventa un programma più votato ai fatti di cronaca, attualità e in parte costume. Inizialmente, infatti, il programma ha più una connotazione da talk show d'intrattenimento e solo successivamente, a causa dello scarso gradimento da parte del pubblico, si è deciso di virare sugli argomenti sopra citati attraverso il contributo di giornalisti, gente comune, opinionisti e alcune volte dei protagonisti delle vicende, riscontrando così un buon successo di pubblico.
Lo studio di Domenica in, per tutta la durata della trasmissione, diventa una vera e propria arena all'interno della quale si definiscono le posizioni dei diversi partecipanti al dibattito. Il programma è famoso anche per aver dato vita al fenomeno del pubblico parlante. Nella stagione 2006-2007, Domenica in... è suddivisa in due segmenti, dalle 14:00 alle 18:00 va in onda Domenica In...Insieme mentre dalle 18:00 alle 20:00 è in onda Domenica In...Ieri Oggi e Domani. Il primo segmento si articola a sua volta, in maniera irregolare, orientativamente in tre parti; L'Arena, va in onda a margine del segmento Insieme. Sempre in questa stagione, Massimo Giletti conduce uno spazio denominato Domenica in...Insieme 30 contro 1 in cui 30 giornaliste, disposte in cerchio, intervistano un personaggio del mondo dello spettacolo.
Dalla stagione 2009-2010, Domenica in... termina alle 18:45. Lo storico contenitore domenicale è costituito, da questa stagione e fatta eccezione per la stagione 2010-2011, da due sole trasmissioni. L'arena allunga di oltre venti minuti il suo tempo di messa in onda e subisce una lieve suddivisione in segmenti. In questa stagione prendono parte al cast del programma, in qualità di opinionisti, giornalisti come Klaus Davi, Gianni Ippoliti e Lamberto Sposini.
Nella stagione 2010-2011, il segmento di Giletti va in onda fino alle 15:50 cedendo la linea a Domenica in...Amori e Domenica in...Onda condotto da Lorella Cuccarini. Dalla stagione 2011-2012, Domenica in è suddivisa in due segmenti di eguale durata; ciò permette a L'Arena di guadagnare 180 minuti di diretta.
La trasmissione è formalmente suddivisa da due fasce. Dal 2011 il programma è così strutturato; nella prima ora e mezza di trasmissione sono trattati i grandi temi della politica, della cronaca, dell'attualità e dello spettacolo e poi, in coda, va in onda il segmento Domenica in... L'Arena Due contro tutti in cui due grandi nomi della politica e dello spettacolo, si confrontano nella trattazione di un determinato argomento, sostituito poi da I Protagonisti; Massimo Giletti intervista un grande nome dello spettacolo, della politica o della cultura italiana. La formula rimane invariata anche per la successiva stagione permettendo a L'Arena di vincere il Premio Regia Televisiva come uno dei dieci migliori programmi dell'anno.
Visto il costante successo della trasmissione, dalla stagione 2013-2014 il programma si smarca da Domenica in diventando una trasmissione a sé.
Nella stagione 2014-2015, il programma va in onda dalle 14:00 fino alle 16:30, per poi lasciare lo spazio a Domenica in... condotta da Paola Perego e Pino Insegno. Il 15 febbraio 2015, nella puntata in diretta da Sanremo, il programma segna il record d'ascolti, con 6,2 milioni di spettatori e il 30% di share. Nella stagione 2016-2017 il programma va invece in onda dalle 14 alle 17.
Il consenso del pubblico di Rai 1, verso la trasmissione, è cresciuto notevolmente negli anni e ha permesso alla stessa di battere, in termini di ascolto, le trasmissioni di Canale 5 Questa Domenica, Domenica Cinque e Domenica Live. L'Arena si afferma quindi come il programma televisivo leader della domenica pomeriggio nella fascia oraria 14:00-17:00, anche grazie ai GP di Formula 1 (dirette e differite delle 14:00, dirette delle 17), che sostituiscono solamente la fascia oraria in essa coinvolta.
Nell'estate 2017 è stata annunciata la cancellazione del programma per la stagione 2017-2018. Tale scelta non è da ricercarsi in un basso share, che si manteneva sulla media del 20% (pari a circa 4 milioni di telespettatori) ma, secondo quanto dichiarato dall'allora direttore generale Mario Orfeo, per l'informazione urlata e spettacolarizzata e le perdite economiche generate dal programma. In seguito alla chiusura, Massimo Giletti lascia la Rai, con polemiche, per passare a LA7, dove ha condotto Non è l'Arena, erede naturale della trasmissione di Rai 1.

## Edizioni

### Come appendice diDomenica in

#### 1ª edizione (2004-2005)
Dal 3 ottobre 2004 al 29 maggio 2005.
Conduce Massimo Giletti

#### 2ª edizione (2005-2006)
Dal 2 ottobre 2005 al 28 maggio 2006
- 16:00-18:00 Domenica in - L'Arena Conduce Massimo Giletti con la direzione musicale di Sandro Comini

#### 3ª edizione (2006-2007)
Dal 1º ottobre 2006 al 27 maggio 2007
- 16:30-17.00 Domenica in - L’Arena - 30 contro uno Conduce Massimo Giletti
- 17:00-18:00 Domenica in - L'Arena Conduce Massimo Giletti

In questa stagione, L'Arena, fa parte di un macro segmento di Domenica in denominato Domenica insieme condotto dallo stesso Giletti assieme a Lorena Bianchetti, Rosanna Lambertucci, Luisa Corna e Monica Setta.

#### 4ª edizione (2007-2008)
Dal 7 ottobre 2007 al 25 maggio 2008
- 14:00-15:15 Domenica in - L'Arena Conduce Massimo Giletti

#### 5ª edizione (2008-2009)
Dal 5 ottobre 2008 al 31 maggio 2009
- 14:00-15:15 Domenica in - L'Arena Conduce Massimo Giletti

#### 6ª edizione (2009-2010)
Dal 4 ottobre 2009 al 30 maggio 2010
- 14:00-15:30 Domenica in - L'Arena Conduce Massimo Giletti

#### 7ª edizione (2010-2011)
Dal 3 ottobre 2010 al 29 maggio 2011
- 14:00-16:00 Domenica in - L'Arena Conduce Massimo Giletti

La sigla di questa edizione è:
- Buoni o cattivi di Vasco Rossi

#### 8ª edizione (2011-2012)
Dal 9 ottobre 2011 al 27 maggio 2012
In questa edizione del programma, Giletti conduce L'Arena tradizionale e in più diversi segmenti: Due contro tutti e Protagonisti dove settimanalmente si susseguono attori, cantanti e tanti altri ospiti.
- 14:00-16:25 Domenica in - L'Arena Conduce Massimo Giletti

Dal 9 ottobre 2011 all'8 gennaio 2012 è andato in onda L'Arena - Due contro tutti: due personaggi del mondo dello spettacolo, del cinema, della musica e della politica si sfidavano parlando di temi d'attualità. Ci sono stati: Vladimir Luxuria vs Assunta Almirante, Catherine Spaak vs Loredana Lecciso, Alba Parietti vs Daniela Santanchè, Cristiano Malgioglio vs Vittorio Sgarbi, Bruno Vespa vs Valeria Marini, Maurizio Costanzo vs Christian De Sica e Katia Ricciarelli vs Iva Zanicchi.
La sigla di questa è:
- Buoni o cattivi di Vasco Rossi per Domenica in... L'Arena

#### 9ª edizione (2012-2013)
Dal 7 ottobre 2012 al 26 maggio 2013
- 14:00-16:25 Domenica in - L'Arena Conduce Massimo Giletti. All'interno Domenica in... L'Arena "I Protagonisti" ed il TG1

La puntata in diretta da Sanremo viene trasmessa anche su Rai HD in alta definizione.
Le sigle di questa edizione sono le seguenti:
- Buoni o cattivi di Vasco Rossi per Domenica in - L'Arena - Standing Ovation di Vasco Rossi per Domenica in - L'Arena - I protagonisti.

### Come programma autonomo

#### 10ª edizione (2013-2014)
Dal 29 settembre 2013 al 18 maggio 2014
In diretta dagli studio 4 della Dear in Roma
- 14.00 - 16.00 L'Arena conduce Massimo Giletti
- 16.00 - 16.30 I Protagonisti conduce Massimo Giletti

Sigle della trasmissione sono: Buoni o cattivi di Vasco Rossi per il primo segmento e Standing Ovation di Vasco Rossi per la seconda parte.

#### 11ª edizione (2014-2015)
Dal 5 ottobre 2014 al 31 maggio 2015
In diretta dagli studio 4 della Dear in Roma
- 14.00 - 16.00 L'Arena conduce Massimo Giletti
- 16.00 - 16.30 Protagonisti conduce Massimo Giletti

Sigle della trasmissione sono: Buoni o cattivi di Vasco Rossi per il primo segmento e Standing Ovation di Vasco Rossi per la seconda parte.
Il 15 febbraio 2015, nella puntata dedicata al Festival di Sanremo, il programma segna il suo record d'ascolti, con 6 210 000 spettatori e il 30% di share nel primo segmento, e 4 943 000 spettatori e il 25,88% di share nel secondo.

#### 12ª edizione (2015-2016)
Dal 4 ottobre 2015 al 29 maggio 2016
In diretta dal Teatro 3 di Cinecittà in Roma
- 14.00 - 16.30 L'Arena conduce Massimo Giletti
- Autori: Massimo Giletti, Annamaria De Nittis, Manuela Ferri, Emanuela Imparato, Francesco Maimone, Maria Cristina Maselli, Paola Rosmini.

#### 13ª edizione (2016-2017)
Dal 2 ottobre 2016 al 28 maggio 2017
In diretta dal Teatro 3 di Cinecittà in Roma
- 14.00 - 16.00 L'Arena conduce Massimo Giletti

- 16.00 - 17.00 L'Arena - I Protagonisti conduce Massimo Giletti

- Autori: Massimo Giletti, Fabio Buttarelli, Annamaria De Nittis, Manuela Ferri, Emanuela Imparato, Francesco Maimone, Laura Muzzupappa, Paola Rosmini.

## Premi e riconoscimenti
- 2012-2013 Domenica in...L'Arena vince il Premio Regia Televisiva - Oscar TV come uno dei migliori programmi dell'anno.

## Ascolti
| Edizione | Anno      | Telespettatori | Share  |
| -------- | --------- | -------------- | ------ |
| 1        | 2013-2014 | 3 250 000      | 18,80% |
| 2        | 2014-2015 | 3 400 000      | 20,20% |
| 3        | 2015-2016 | 3 350 000      | 19,80% |
| 4        | 2016-2017 | 3 100 000      | 19,00% |

## Spin-off
- I duellanti
- Una domenica da leoni